# Dohukia dena
Dohukia dena är en insektsart som beskrevs av Dlabola 1977. Dohukia dena ingår i släktet Dohukia och familjen dvärgstritar. Inga underarter finns listade i Catalogue of Life.